# Shinji Okazaki
Shinji Okazaki (岡崎 慎司, Okazaki Shinji, Takarazuka, 16 april 1986) is een voormalig Japanse profvoetballer die doorgaans als aanvaller speelde. Okazaki debuteerde in 2008 in het Japans voetbalelftal. Hij nam afscheid van het profvoetbal op 17 mei 2024.

## Clubcarrière
Okazaki begon zijn professionele carrière bij Shimizu S-Pulse, een Japanse club die op dat moment uitkwam in de J-League. Met Shimuzu S-Pulse bereikte hij in 2008 de finale van de J-League Cup. Deze wedstrijd werd met 1–0 verloren van Verdy Kawasaki.
Vanaf 30 januari 2011 kwam Okazaki uit voor VfB Stuttgart. Hij maakte zijn debuut voor die club in een Europa League-wedstrijd tegen Benfica. Zijn eerste doelpunt scoorde hij tegen Hannover 96. Met Stuttgart werd Okazaki in 2,5 jaar twaalfde, zesde en opnieuw twaalfde in de Bundesliga. Hij tekende in juni 2013 vervolgens een driejarig contract bij 1. FSV Mainz 05, dat hem voor een niet bekendgemaakt bedrag overnam van VfB Stuttgart. De club was dat seizoen één plaats lager geëindigd dan Stuttgart, maar eindigde in Okazaki's eerste seizoen na zijn komst acht plaatsen hoger, als nummer zeven in de Bundesliga.
Na twee seizoenen bij Mainz en in totaal 4,5 in Duitsland, tekende Okazaki in juni 2015 een contract tot medio 2019 bij Leicester City, de nummer veertien van de Premier League in het voorgaande seizoen. Hij won in mei 2016 met Leicester City de Premier League. Het was het eerste landskampioenschap in het bestaan van de club. Hij zou in het totaal vier seizoenen bij de Engelse ploeg blijven.
Op 30 juli 2019 tekende hij een contract bij het Spaanse Málaga CF, een ploeg uit de Segunda División A. Kort daarna bleek dat de ploeg in de problemen kwam met de door de voetbalbond opgelegde loonlimiet. Vierendertig dagen na de ondertekening van het contract, werd het ontbonden door het team. Daarom tekende hij op 4 september 2019 een eenjarig contract bij reeksgenoot SD Huesca. Met zijn twaalf doelpunten tijdens zevenendertig wedstrijden werd hij topscorer van het elftal en leverde zo een grote bijdrage aan de kampioenschapstitel tijdens het seizoen 2019-2020. Zijn contract werd met een jaar verlengd en zo speelde hij tijdens het seizoen 2020-2021 in de Primera División. Persoonlijk scoorde hij slechts één doelpunt tijdens vijfentwintig wedstrijden en de ploeg degradeerde met een achttiende plaats. Daarom werd zijn contract niet verlengd.
Hij tekende op de laatste dag van de transferperiode, 31 augustus 2021, een éénjarig contract bij FC Cartagena, een ploeg uit de Segunda División A. Daar kwam hij gewezen ploegmaats Pablo De Blasis van Mainz en Gastón Silva van Huesca weer tegen. Zijn eerste minuten speelde hij op 11 september 2021 tijdens de met 2-0 verloren uitwedstrijd tegen Real Oviedo en zijn eerste basisplek een week later op 18 september 2021 tijdens de met 2-1 gewonnend thuiswedstrijd tegen CD Lugo. Zijn eerste doelpunt scoorde hij op 10 oktober 2021. Hij maakte de vierde treffer van de 5-0 thuisoverwinning tegen UD Ibiza.
Op 19 augustus 2022 kondigde Belgische Sint-Truidense VV, een ploeg uit de Eerste Klasse A, aan dat de speler voor het seizoen 2022-2023 tekende. Hij voegde zich bij vier landsgenoten bij de ploeg waarvan ook de eigenaar Digital Media Mart van Japanese origine is. Zijn contract werd nog voor het seizoen 2023-2024 verlengd. Dat seizoen hield een blessure hem veel van het terrein, waarna hij tijdens de maand februari 2024 het einde van zijn voetbal loopbaan aankondigde.

## Interlandcarrière
Okazaki debuteerde in oktober 2008 in het Japans voetbalelftal in de wedstrijd tegen Verenigde Arabische Emiraten. Datzelfde jaar werd hij opgenomen in de selectie voor de Olympische Zomerspelen, waar Japan in de groepsfase werd uitgeschakeld. In 2009 scoorde hij een hattrick tegen Hongkong. Zes dagen later herhaalde Okazaki dit in een wedstrijd tegen Togo.
Op het wereldkampioenschap voetbal van 2010, waar Okazaki in alle wedstrijden inviel, werd Japan uitgeschakeld in de eerste knock-outronde door Paraguay. Meer succes met het nationale elftal had hij in 2011, toen de Azië Cup werd veroverd. Op 29 maart 2016 speelde hij zijn honderdste interland, tegen Syrië.

## Statistieken
| Japans voetbalelftal | Japans voetbalelftal | Japans voetbalelftal |
| Jaar                 | Wed.                 | Dlp.                 |
| -------------------- | -------------------- | -------------------- |
| 2008                 | 4                    | 0                    |
| 2009                 | 16                   | 15                   |
| 2010                 | 15                   | 3                    |
| 2011                 | 14                   | 8                    |
| 2012                 | 9                    | 3                    |
| 2013                 | 14                   | 7                    |
| 2014                 | 13                   | 4                    |
| 2015                 | 13                   | 7                    |
| 2016                 | 8                    | 2                    |
| 2017                 | 5                    | 1                    |
| 2018                 | 5                    | 0                    |
| 2019                 | 3                    | 0                    |
| Totaal               | 119                  | 50                   |

## Erelijst
| Competitie              |                |                |                |                |
| Competitie              | Aantal         | Jaren          |                |                |
| Leicester City          | Leicester City | Leicester City | Leicester City | Leicester City |
| ----------------------- | -------------- | -------------- | -------------- | -------------- |
| Kampioen Premier League | 1x             | 2015/16        |                |                |
| Japan                   |                |                |                |                |
| Azië Cup                | 1x             | 2011           |                |                |